# Capela (Penafiel)
Capela es una freguesia portuguesa del concelho de Penafiel, con 14,46 km² de superficie y 1.129 habitantes (2001). Su densidad de población es de 78,1 hab/km².